# Jibenggang (häradshuvudort i Kina, Tibet Autonomous Region, lat 29,66, long 91,13)
Jibenggang (kinesiska: 吉崩岗, Jibenggang Jiedao, 吉崩岗街道) är en häradshuvudort i Kina. Den ligger i den autonoma regionen Tibet, i den sydvästra delen av landet, nära eller i regionhuvudstaden Lhasa. Antalet invånare är 29 984. Befolkningen består av 14 765 kvinnor och 15 219 män. Barn under 15 år utgör 12,0 %, vuxna 15-64 år 84 %, och äldre över 65 år 3,0 %.
Runt Jibenggang är det tätbefolkat, med 286 invånare per kvadratkilometer. Närmaste större samhälle är Lhasa, 2,8 km väster om Jibenggang. Runt Jibenggang är det i huvudsak tätbebyggt.
Genomsnittlig årsnederbörd är 847 millimeter. Den regnigaste månaden är juli, med i genomsnitt 258 mm nederbörd, och den torraste är december, med 2 mm nederbörd.